# 東彭城郡
东彭城郡，中国南北朝时设置的郡。
南朝梁置东彭城郡，属青州、冀州二州。治所在龙沮县（今江苏省灌云县西北龙苴镇）。下辖龙沮县、彭城县、清河县。东魏属于海州，800户，3469口，彭城县改为安乐县，清河县改为勃海县。北齐废东彭城郡。